# Carlo III di Napoli
Carlo d'Angiò-Durazzo (Schiavonea, 1345 – Visegrád, 24 febbraio 1386), figlio di Luigi, III duca di Durazzo, e di Margherita Sanseverino, fu re di Napoli con il nome di Carlo III, dal 1382, e re d'Ungheria con il nome di Carlo II detto il Breve, dal 1385. Fu, inoltre, principe d'Acaia, dal 1383, e re titolare di Gerusalemme.
Fu il primo membro degli Angiò-Durazzo a insediarsi sul trono di Napoli, riuscendo a spodestare la cugina Giovanna I nel 1381 e facendola assassinare l'anno successivo. Fu a sua volta assassinato nel 1386 in una congiura organizzata dalla regina Elisabetta di Bosnia, moglie di Luigi I e madre della regina d'Ungheria spodestata da Carlo, Maria.
Dopo la sua morte gli succederanno sul trono di Napoli ambο i figli, prima Ladislao e poi Giovanna, entrambi però moriranno senza figli legittimi, determinando in questo modo la fine del dominio angioino sul Regno di Napoli.

## Biografia

### Lo scontro con Giovanna

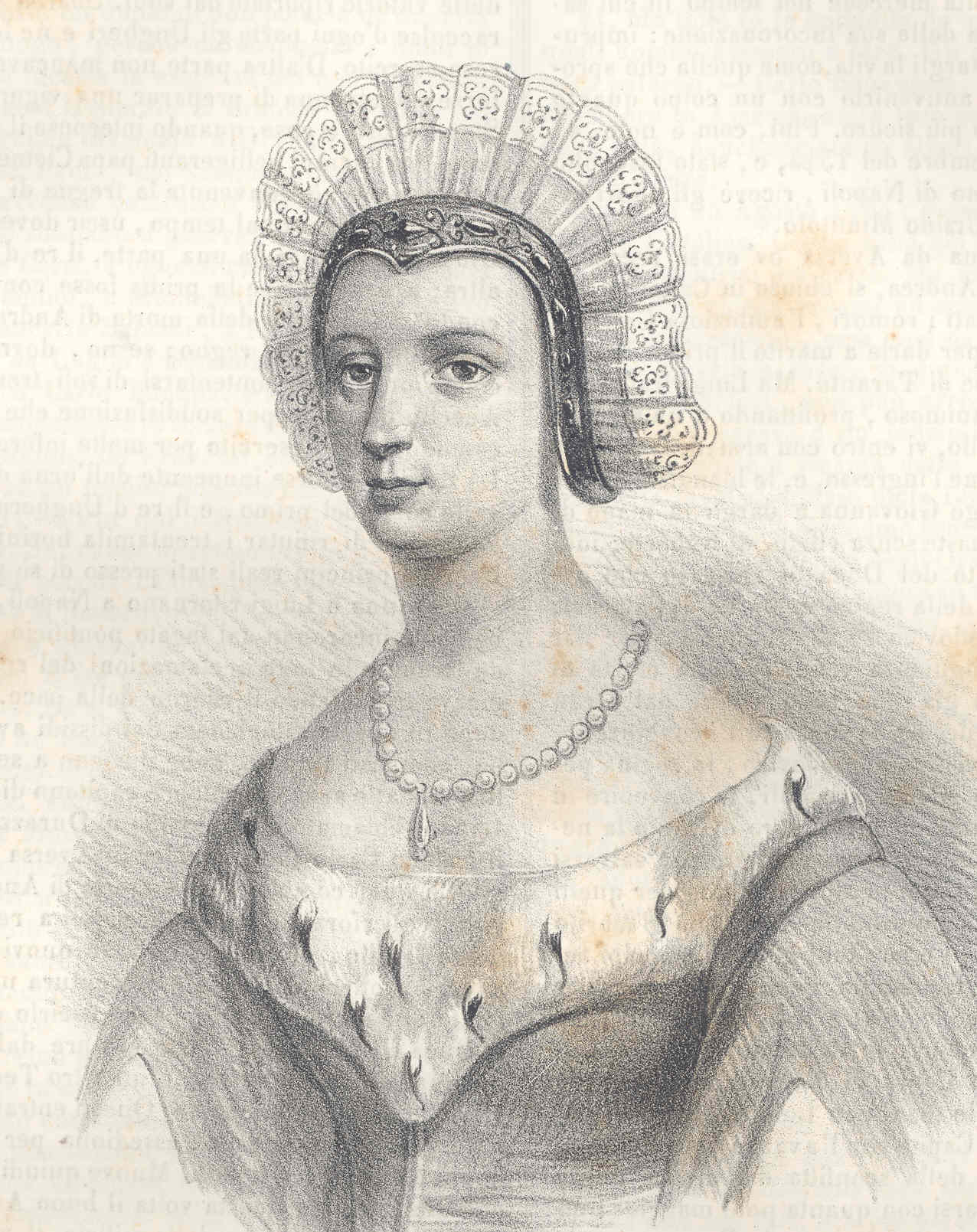
Ritratto di Giovanna d'Angiò

Nel 1381 gli effetti dello Scisma d'Occidente si ripercossero anche sulle vicende del regno napoletano. Giovanna prese le parti dell'antipapa francese Clemente VII e revocando i diritti precedentemente riconosciuti a Carlo adottò come figlio ed erede Luigi I d'Angiò, fratello di Carlo V di Francia, mentre Carlo di Durazzo si poneva a sostegno del pontefice romano Urbano VI. Il conflitto che ne derivò spinse Urbano a dichiarare Giovanna decaduta (1381) e ad assegnare il regno a Carlo.

### La conquista del trono di Napoli

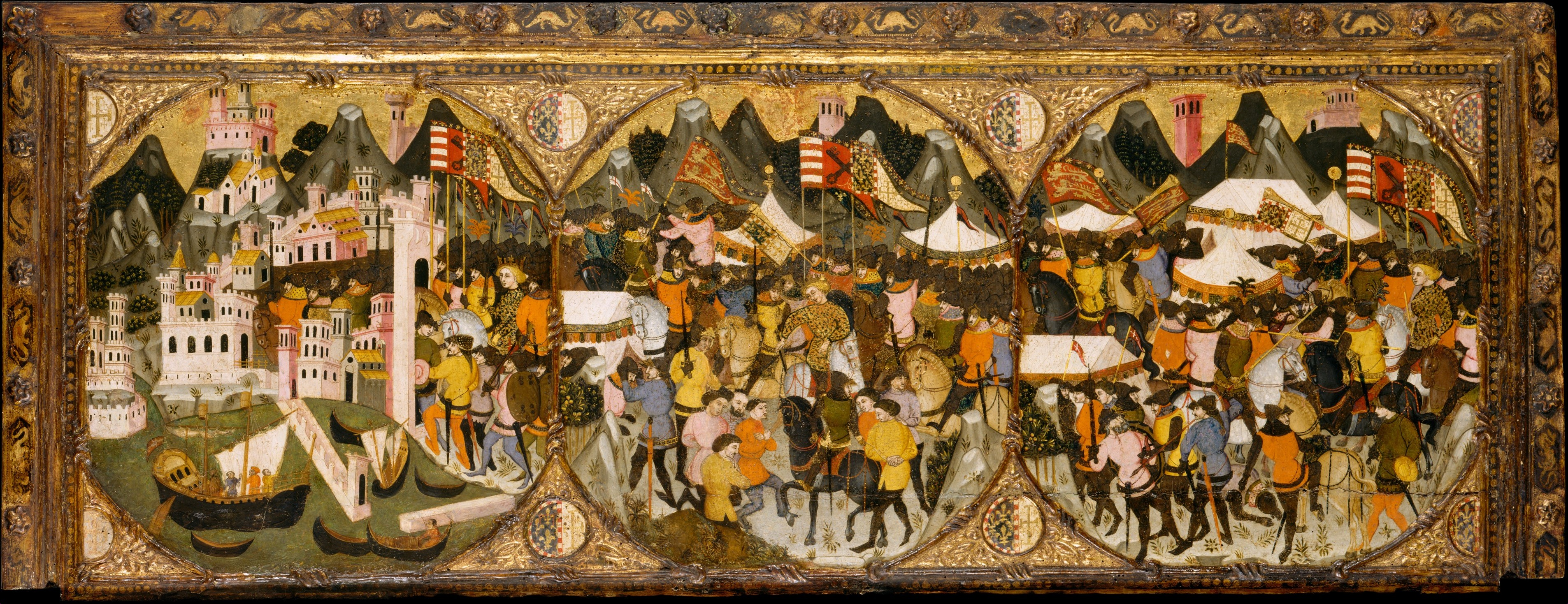
Conquista di Napoli da parte di Carlo III di Durazzo, in un'opera coeva del 1382

Mentre Carlo avanzava verso Napoli con un esercito di soldati ungheresi Luigi d'Angiò fu costretto a rimanere in Francia per la morte improvvisa del fratello, che lo lasciava reggente del minorenne Carlo VI. All'avvicinarsi delle truppe del pretendente Giovanna schierò una debole difesa ponendo a capo delle milizie stanziate ad Aversa il quarto marito Ottone di Brunswick. Carlo, intrapresa un'altra via per entrare nel Regno, si portò sotto le mura di Napoli e il 16 luglio 1381 entrò nella capitale, sconfiggendo Ottone. Giovanna, asserragliata in Castel dell'Ovo, fu assediata per un mese prima di cadere nelle mani del nemico. Con la presa del trono di Napoli e la caduta della regina, Carlo vendicò la morte del principe Andrea, fratello del re d'Ungheria Luigi I il Grande e primo marito di Giovanna, assassinato nel 1345 da una congiura di Palazzo della quale fu accusata la stessa sovrana. Così, nel 1382, Carlo cinse la corona di Napoli assumendo il nome di Carlo III.

### La rivalità con Luigi d'Angiò
La conquista del Regno non era ancora definitivamente conclusa. Ad Avignone Clemente VII incoronò Luigi d'Angiò re di Napoli e lo inviò a destituire Carlo e a impadronirsi del trono. L'erede adottivo di Giovanna, preso possesso delle contee di Provenza e Forcalquier, marciò verso Napoli per reclamare con le armi i suoi diritti. Carlo decise che era giunto il momento di sgombrare il campo da qualsiasi rivendicazione e affermare una volta per tutte il suo completo dominio sul Regno di Napoli. Il 12 maggio 1382 i sicari del re assassinarono Giovanna I nel castello di Muro Lucano, dove era stata relegata all'indomani della conquista del trono da parte del Durazzesco. L'anno seguente, ereditò il titolo di Principe d'Acaia da Giacomo Del Balzo. Luigi d'Angiò invase il Regno nel corso del 1384, ma giunto in Puglia, morì improvvisamente senza portare a termine l'impresa. Carlo di Durazzo fu allora sovrano assoluto di Napoli.

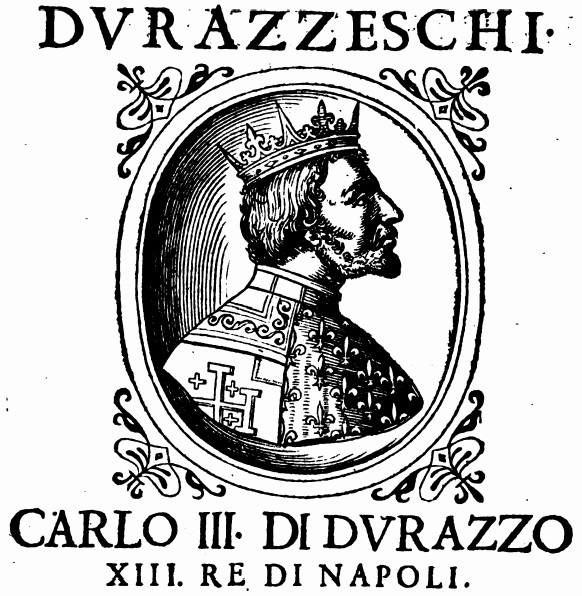
Carlo III di Napoli in un’illustrazione del XVII secolo

### Lo scontro con Urbano VI
Ma di colpo anche il potente alleato di Carlo gli si rivoltò contro. Il papa Urbano VI, scontento per non avere ricevuto i compensi stabiliti per il proprio appoggio alla causa del Durazzesco, entrò nel Regno a reclamare quanto pattuito. Stabilitosi al castello del Parco di Nocera, uno dei feudi oggetto della trattativa, Urbano pretese la sottomissione del re alla sua autorità e, sventata una congiura ai suoi danni, scomunicò Carlo. Le truppe del re assediarono il castello di Nocera per mesi, ma il papa riuscì a liberarsi dalla morsa del nemico e a fuggire a Genova via mare.

### La conquista del trono d'Ungheria e la morte
Nel settembre del 1382 morì Luigi I d'Ungheria, che lasciava il trono alla figlia Maria. Appena risolta la controversia con il papa, Carlo si precipitò a Buda per rivendicare il trono in quanto unico erede maschio del ramo principale degli Angioini. Nel dicembre del 1385, con il favore di una buona parte del popolo e della nobiltà, spodestò la regina Maria e assunse la corona d'Ungheria con il nome di Carlo II. Ma la vedova di Luigi, Elisabetta, decisa a liberarsi dell'usurpatore, ordì un complotto contro di lui e lo fece assalire da un gruppo di sicari il 7 febbraio 1386. Rinchiuso nella prigione di Visegrád, Carlo morì avvelenato il 24 febbraio 1386. Il suo corpo fu tumulato nella città di Buda. Entrambi i figli, prima Ladislao I, poi Giovanna II, gli successero sul trono di Napoli, ultimi sovrani della Casa d'Angiò.

## Ascendenza
|                        |                        |                         | Genitori                     |  |  | Nonni |  |  | Bisnonni           |  |  | Trisnonni       |  |
|                        |                        |                         |                              |  |  |       |  |  | Carlo II di Napoli |  |  | Carlo I d'Angiò |  |
|                        |                        |                         |                              |  |  |       |  |  | Carlo II di Napoli |  |  | Carlo I d'Angiò |  |
|                        |                        | Beatrice di Provenza    |                              |  |  |       |  |  | Carlo II di Napoli |  |  |                 |  |
| Giovanni di Gravina    |                        |                         |                              |  |  |       |  |  | Carlo II di Napoli |  |  |                 |  |
|                        |                        | Maria d'Ungheria        | Stefano V d'Ungheria         |  |  |       |  |  |                    |  |  |                 |  |
|                        |                        | Maria d'Ungheria        | Stefano V d'Ungheria         |  |  |       |  |  |                    |  |  |                 |  |
|                        |                        | Maria d'Ungheria        | Elisabetta dei Cumani        |  |  |       |  |  |                    |  |  |                 |  |
| Luigi di Durazzo       |                        | Maria d'Ungheria        |                              |  |  |       |  |  |                    |  |  |                 |  |
|                        |                        | Elia VII di Talleyrand  | Archambaud III de Périgord   |  |  |       |  |  |                    |  |  |                 |  |
|                        |                        | Elia VII di Talleyrand  | Archambaud III de Périgord   |  |  |       |  |  |                    |  |  |                 |  |
|                        |                        | Elia VII di Talleyrand  | Agnès de Blaye               |  |  |       |  |  |                    |  |  |                 |  |
| Agnese del Périgord    |                        | Elia VII di Talleyrand  |                              |  |  |       |  |  |                    |  |  |                 |  |
|                        |                        | Brunissende de Foix     | Ruggero Bernardo III di Foix |  |  |       |  |  |                    |  |  |                 |  |
|                        |                        | Brunissende de Foix     | Ruggero Bernardo III di Foix |  |  |       |  |  |                    |  |  |                 |  |
|                        |                        | Brunissende de Foix     | Margherita di Montcada       |  |  |       |  |  |                    |  |  |                 |  |
| Carlo III di Napoli    |                        | Brunissende de Foix     |                              |  |  |       |  |  |                    |  |  |                 |  |
|                        | Tommaso II Sanseverino | Ruggero II Sanseverino  |                              |  |  |       |  |  |                    |  |  |                 |  |
|                        | Tommaso II Sanseverino | Ruggero II Sanseverino  |                              |  |  |       |  |  |                    |  |  |                 |  |
|                        | Tommaso II Sanseverino | Teodora d'Aquino        |                              |  |  |       |  |  |                    |  |  |                 |  |
| Roberto Sanseverino    | Tommaso II Sanseverino |                         |                              |  |  |       |  |  |                    |  |  |                 |  |
|                        |                        | Sveva d'Avezzano        | Grismondo di Tricarico       |  |  |       |  |  |                    |  |  |                 |  |
|                        |                        | Sveva d'Avezzano        | Grismondo di Tricarico       |  |  |       |  |  |                    |  |  |                 |  |
|                        |                        | Sveva d'Avezzano        | …                            |  |  |       |  |  |                    |  |  |                 |  |
| Margherita Sanseverino |                        | Sveva d'Avezzano        |                              |  |  |       |  |  |                    |  |  |                 |  |
|                        |                        | Arnao del Bosco         | …                            |  |  |       |  |  |                    |  |  |                 |  |
|                        |                        | Arnao del Bosco         | …                            |  |  |       |  |  |                    |  |  |                 |  |
|                        |                        | Arnao del Bosco         | …                            |  |  |       |  |  |                    |  |  |                 |  |
| Jacopa del Bosco       |                        | Arnao del Bosco         |                              |  |  |       |  |  |                    |  |  |                 |  |
|                        |                        | Aquilina di Monteserico | Raymundus di Monteserico     |  |  |       |  |  |                    |  |  |                 |  |
|                        |                        | Aquilina di Monteserico | Raymundus di Monteserico     |  |  |       |  |  |                    |  |  |                 |  |
|                        |                        | Aquilina di Monteserico | …                            |  |  |       |  |  |                    |  |  |                 |  |
|                        |                        | Aquilina di Monteserico |                              |  |  |       |  |  |                    |  |  |                 |  |